# Òscar Ribas Reig
Òscar Ribas Reig (Sant Julià de Lòria, 26 ottobre 1936 – Sant Julià de Lòria, 18 dicembre 2020) è stato un politico andorrano.

## Biografia
Òscar Ribas Reig fu dal 1982 al 1984 e dal 1990 al 1994 capo del governo di Andorra. Nel 1994 venne sostituito da Marc Forné Molné. Reig concentrò il suo mandato sulle riforme fiscali e sull'aumento del turismo nel Paese. Inoltre nel suo ultimo anno di mandato (1994), Andorra entrò nelle Nazioni Unite.